# Piz Ot
Il Piz Ot (3.246 m s.l.m.) è una montagna delle Alpi dell'Albula nelle Alpi Retiche occidentali.

## Descrizione
Si trova nello svizzero Canton Grigioni a nord di Sankt Moritz.